# سید جعفر سیدان
آیت الله سید جعفر سیدان (زاده ۱۳۱۳ شمسی در مشهد) از عالمان و استادان معارف الهی در مشهد و برجسته ترین چهره مکتب تفکیک در دوران معاصر  است. وی از نمایندگان آیت الله سیستانی در مشهد به شمار می‌رود.

## زندگی‌نامه

### تولد و دوران کودکی
او در سال ۱۳۱۳ شمسی در مشهد و در خانواده ای مذهبی به دنیا آمد. بعد از ورود به مکتب خانه، به علت علاقه وافر به دروس حوزوی وارد حوزه علمیه خراسان شد.

### تحصیلات
او دروس ادبیاتی عرب را نزد ادیب ثانی آموخت. دروس مقدماتی فقه و اصول را همانند معالم، قوانین و شرح لمعه نزد میرزا احمد مدرس یزدی یادگرفت. سطح عالی حوزه که کتاب‌های رسائل، مکاسب و کفایه است را پیش شیخ هاشم قزوینی فراگرفت. او حدود هشت سال نیز در درس خارج فقه و اصول سید محمدهادی میلانی شرکت کرد. علوم عقلی و فلسفی همچون شرح منظومه، شرح اشارات، اسفار، مشاعر و نقد آنان و معارف اهل بیت را نیز از شیخ مجتبی قزوینی درس گرفت.
او از بین استادانش، از شیخ مجتبی قزوینی بسیار اثر پذیرفته و نزدیک ۱۴ سال ملازم او بوده و مانند وی، پیوسته با معارف عرفانی و فلسفی مخالفت می‌ورزد و از او نیز تعریف بسیار می‌کند. این اثرپذیری از قزوینی تا آنجا بوده که سیدان را وفادارترین پیرو او می‌دانند.
سیدان در دوران تحصیل خود با میرزا جواد آقا تهرانی، میرزا حسنعلی مروارید و میرزا علی فلسفی نیز انس بسیار داشته‌است.

### ازدواج
او در در اول فروردین سال ۱۳۴۱ شمسی مطابق با ۱۴ شوال ۱۳۸۱ قمری با یکی از دختران سید محمد باقر سیستانی (پدر سید علی سیستانی) ازدواج نمود؛ لذا او شوهر خواهر سیستانی حساب می‌آید. همسر او بعد از گذشت حدود ۴۳ سال زندگی مشترک، از دنیا رفت.

## فعالیت‌ها
او سال‌هاست که در حوزه خراسان به تدریس عقائد اسلامی مشغول بوده و هم‌اکنون علاوه بر آن، تفسیر قرآن با محوریت آیات توحیدی نیز تدریس می‌نماید.

یکی از سایت‌های وابسته به جبهه منتقد او، دربارهٔ سیدان می‌گوید:
وی خطیبی پرکار و توانا است و خدمات اجتماعی بسیار زیادی در بین تودهٔ مردم و طلاب نموده و توانسته به نیکویی مبانی مکتب تفکیک به ویژه مخالفت حکمت و عرفان را در مشهد و برخی شهرهای دیگر ترویج دهد. در زمینة مبارزه با وهابیت نیز تلاش‌های زیادی نموده و فعالیتهای در خور تحسینی داشته‌است.
از او کتاب‌ها و مقالات متعددی در موضوع تخصصی خودش، یعنی اعتقادات اسلامی به چاپ رسیده‌است.
او یکی از نمایندگان سید علی سیستانی در مشهد هم به حساب می‌آید.

### مناظره علمی
او با جوادی آملی در بحث معاد جسمانی مناظره نمود که به قلم مهدی مروارید با عنوان «بحثی پیرامون مسئله ای از معاد» به چاپ رسید.این مناظره حواشی زیادی را در بین منتقدان او به دنبال داشت.مناظره با سید محمدحسین طباطبائی (در دوران جوانی)، مهدی حائری، شریعتی و نیز میزگرد «نسبت عقل و وحی از دیدگاه فلسفه و مکتب تفکیک» با حضور غلامرضا فیاضی و حمید پارسانیا از دیگر برنامه‌های او بوده‌است.

## سیدان ومکتب تفکیک
مکتب تفکیک مکتبی اعتقادی است که میرزا مهدی اصفهانی در مشهد پایه گذاشت. این مکتب از مکاتب مخالف فلسفه و عرفان به حساب می‌آید. استادان و اطرافیان سیدان، از شاگردان میرزا مهدی اصفهانی بوده‌اند، لذا این مسئله سبب شده خود سیدان نیز از طرفدار این گروه و در حال حاضر از بزرگان آن گردد.

سیدان دربارهٔ مکتب تفکیک می‌گوید:
روش مکتب تفکیک همان روش اصحاب ائمه علیهم السلام و فقهای امامیه است در فهم معارف حقه و از این جهت دیدگاه جدیدی نیست. اما از نگاه دیگر استفاده از وحی از نظر کمّی و کیفی در حوزه معارف خراسان خیلی بیشتر و دقیق تر شده‌است و به همین جهت است که مکتب تفکیک در خراسان از زمان مرحوم میرزا مهدی اصفهانی به بعد امتیاز خاصی پیدا کرده‌است.
متکلمان با تفکیکیان قرابت بیشتری دارند؛ چرا که متکلمان کوشیده‌اند توجه بیشتری به وحی داشته باشند. اما قرار دادن تفکیکیان در زمره متکلمان اصطلاحی نیز صحیح نیست؛ یعنی هرچند که این دو گروه در اصلِ هدف اشتراک بیشتری دارند اما در روش و برخی مسائل خاص با هم اختلاف دارند.

از نظر بنده امتیاز مکتب معارف از کلام آن است که تفکیکیان بر استفاده از روایات اهل بیت علیهم السلام - به عنوان حجت‌های الهی - اعتنای شایسته‌ای داشته‌اند. به عبارت دیگر: مکتب معارف اهتمام زیادی بر بهره‌گیری از وحی داشته و در عین حال بر پاسخگویی مناسب به شبهات هم قادر بوده‌است.

## برخی نظرات او
او تفسیر کنز الدقائق را جامع‌ترین، دقیق‌ترین و کم‌خطاترین کتاب تفسیری می‌داند؛ اما در مقابل معتقد است تفسیر المیزان با وجود نقاط قوت اجمالی، خطاهای فراوان و روش غیر صحیح دارد.
وی در مراسم نکوداشت سید محمدحسین طباطبایی که در دانشگاه فردوسی مشهد در سال ۱۳۹۰ برگزار شد اظهار داشت:
ایشان از مشاهیر علمی و عملی و از شخصیت های مهم حوزوی و جوامع اسلامی هستند  ... تفسیر شریف المیزان تفسیری است که در مسائل فکری، در مسائل اجتماعی، در مسائل اخلاقی، در مسائل حدیثی و در مسائل مختلف از یک جامعیت کم نظیر بلکه تا آنجایی که بنده در تفاسیر دیده ام می توان گفت در یک جامعیت بی نظیر و در سطح بسیار بالايی است... و از این تفسیر در مسائل مختلف بسیار استفاده کرده ام... ولی خوب این مسائلی که عرض شد منافات ندارد با اینکه یک سری تأملات و مناقشاتی هم در کار باشد، که هست؛ بلکه مشخص است که هیچ شخصیتی مطلق نیست.

او سپس با نقل خاطراتی از کرامات صاحب تفسیر المیزان و میرزا مهدی اصفهانی (بنیانگذار مکتب تفکیک) معتقد است:
نه مرحوم میرزا مهدی اصفهانی حجت خداست، نه مرحوم علامه طباطبایی حجت خداست و نه مرحوم آقا شیخ مجتبی قزوینی حجت خداست! مائیم و عقلمان و مائیم و تعقل و اجتهاد در قرآن و عترت. این حجت بر ماست؛ و لو این شخصیت ها این قدر هم بزرگوار؛ ولی این ها حجت خدا نیستند؛ پس این که بگوییم چون فلان آقا فرموده است، چون فلان شخص مشهور فرموده است، نه؛ اگر کسی اهل تقلید است، مسأله ای نیست. اما اگر کسی قرار بر تحقیق دارد، آن وقت تحقیق باید با آن حالت اجتهاد و تعقل در مطلب بر اساس صحیح باشد، که البته با توجه به این که معتقد به کتاب و عترت هستیم، می گوییم: تعقل در وحی.
او معتقد است تنها راه تفسیر آیات متشابه، بیان اهل‌بیت است.
او می‌گوید: با این که کتاب {مراد کتاب توحید شیخ صدوق است} پر ارزش و گران‌قدری است، لیکن غفلت از این کتاب به‌گونه‌ای است که حتی برخی نام این کتاب را نشنیده و یک بار نیز آن را مطالعه ننموده‌اند و در عین حال مبانی فلاسفه و عرفاً را نشر می‌دهند که در برخی از موارد، تضاد و ناسازگاری آشکاری با مباحث معارفی اهل‌بیت دارد. متأسفانه کتابی با این عظمت تنها دو سه شرح با اهمیت دارد.

## آثار علمی
1. خراسان و مدرسة المعارف الالهیة[۲۳][۲۴]
2. دین و عرصه‌های حیات انسان[۲۵]
3. معارف وحیانی[۲۶][۲۷]
4. توحید و جبر و اختیار در قرآن کریم[۲۸][۲۹]
5. شرح خطبه ۱۵۲ نهج البلاغه[۳۰][۳۱]
6. نظریه تفکیک یا روش فقهاء و علماء امامیه در فهم معارف حقّه[۳۲][۳۳]
7. نقد و بررسی قواعد فلسفی[۳۴]
8. دروس اعتقادی[۳۵]
9. آیات العقائد[۳۶][۳۷]
10. بررسی روش تفسیر قرآن به قرآن در المیزان[۳۸]
11. سنخیت، عینیت یا تباین[۳۹][۴۰]

بعضی از این کتب نیز به زبان عربی ترجمه شده‌اند.